# Alcis subrufaria
Alcis subrufaria là một loài bướm đêm trong họ Geometridae.